# Otomeria volubilis
Otomeria volubilis är en måreväxtart som först beskrevs av Karl Moritz Schumann, och fick sitt nu gällande namn av Bernard Verdcourt. Otomeria volubilis ingår i släktet Otomeria och familjen måreväxter. Inga underarter finns listade i Catalogue of Life.